# Polymorphus biziurae
Polymorphus biziurae är en hakmaskart som beskrevs av Johnston och Edmonds 1948. Polymorphus biziurae ingår i släktet Polymorphus och familjen Polymorphidae. Inga underarter finns listade i Catalogue of Life.